# Electronic Theatre Controls
Electronic Theatre Controls (ETC) ist ein US-amerikanischer Hersteller von Theater-, Unterhaltungs- und Architekturbeleuchtung. Die Firma wurde 1975 von den Brüdern Fred und Bill Foster gegründet. Der Firmensitz befindet sich in Middleton im US-Bundesstaat Wisconsin.

## Übernahmen
ETC hat schon früh eine deutliche Expansionspolitik durch Übernahmen gezeigt:
- 1990: Lighting Methods Inc.
- 1995: ARRI GB, Abteilung für Lichtsteuerungen
- 1998: Irideon Inc.
- 2002: transtechnik Lichtsysteme
- 2002: avab
- 2003: AVAB France
- 2004: IES
- 2004: Penko Engineering BV
- 2009: Selador
- 2016: High End Systems

## Produkte (Auswahl)
ETC stellt eine ganze Reihe von Produkten her und führt Erzeugnisse von übernommenen Firmen teilweise weiter (z. T. in anderem Design und unter anderem Label). So werden z. B. Lichtstellpulte von transtechnik neu mit dem Label transtechnik by ETC ausgeliefert.
- Source Four Scheinwerfer
- Eos, Ion, Element, Gio Lichtstellpulte
- Cobalt, Congo, Congo jr (ehemals avab)
- Prisma NTX, Focus NTX, Iris NTX (ehemals transtechnik)
- Sensor Dimmer
- Unison Architektur-Lichtsteuersystem
- Net3 Netzwerkkomponenten
- Selador LED-Scheinwerfer